# Félicien M'Banza
Félicien M'Banza est un footballeur burundais 6 juillet 1977 à Bujumbura.

## Biographie
Il est formé au Maniema Fantastique de la ville de Bujumbura dont il est originaire. L'équipe est championne du Burundi en 1995, ce qui lui permet de jouer la même année la Coupe des clubs champions africains (élimination au premier tour face aux égyptiens du Ismaily SC),.
Toujours en 1995, il dispute la Coupe du monde des moins de 20 ans avec la sélection burundaise.
Par la suite, il rejoint la Suisse, où, résident d'un camp de réfugiés, il ne peut jouer au haut niveau et évolue dans des clubs de troisième division (SC Bümpliz 78 et SC YF Juventus) avant de signer en 1997 aux Sports-Réunis Delémont (dans le canton du Jura) où il reste deux ans et demi, connaissant une montée en première division avec ce club,,.
Sa demande d'asile ayant été refusée par la Suisse, il se dirige vers la France et le Racing Besançon qui évolue en troisième division (National). Pendant quatre mois, il ne peut jouer aucun match, toujours pour des raisons administratives, puisqu'il ne possède pas encore de carte de séjour permanente. Il revient alors en Suisse, toujours dans le Jura, jouant en amateur au FC Alle, puis à l'Étoile Carouge FC en troisième division.
En 2003, il passe à nouveau la frontière et s'engage avec le tout nouveau Football Croix-de-Savoie 74, fusion des clubs des villes de Gaillard et Ville-la-Grand, voisines de Carouge de quelques kilomètres. Il est une pièce importante de l'équipe qui décroche le titre de champion de France amateur (quatrième division) et la promotion en National (troisième division) avec : 23 matchs et trois buts en championnat. L'équipe finit en effet troisième du groupe B derrière deux réserves professionnelles qui ne peuvent pas monter. En 2003, il participe sous les couleurs du Burundi aux éliminatoires de la Coupe du monde 2006.

## Carrière
- 1996-1997 : SC Bümpliz 78  (Championnat de Suisse D3)
- 1997-1998 : SC YF Juventus  (Championnat de Suisse D3)
- 1998-2000 : Sports-Réunis Delémont  (Championnat de Suisse D2 puis Championnat de Suisse)
- 2000-2001 : Racing Besançon (Championnat de France National)
- 2001-2002 : FC Alle  (Championnat de Suisse D5)
- 2002-2003 : Étoile Carouge FC  (Championnat de Suisse D3)
- 2003-2005 : Football Croix-de-Savoie 74 (Championnat de France de football amateur puis Championnat de France National)[7],[8]

## Palmarès
- Vice-champion de Suisse de division 2 en 1999 avec le SR Delémont
- Championnat de France amateur en 2004 avec le Football Croix-de-Savoie 74